# Восточная песня
«Восто́чная пе́сня» (инципит «Льёт ли тёплый дождь…») — песня 1968 года композитора Давида Тухманова на слова Онегина Гаджикасимова. Одна из немногих песен Тухманова, где написание музыки предшествовало написанию текста. После появления на Всесоюзном радио в передаче «С добрым утром!», песня сделала знаменитым в СССР её первого исполнителя — Валерия Ободзинского. В 2001 году с новой аранжировкой Кима Брейтбурга в исполнении группы «Премьер-министр» песня пережила «второе рождение» и остаётся популярной до сегодняшнего дня.

## История создания
Музыка Давида Тухманова

Слова Онегина Гаджикасимова

Льёт ли тёплый дождь,

Падает ли снег —

Я в подъезде против дома

Твоего стою.

Жду, что ты пройдёшь,

А, быть может, нет,

Стоит мне тебя увидеть —

О, как я счастлив!

Странно и смешно

Наш устроен мир —

Сердце любит, но не скажет

О любви своей.

Пусть живу я и не знаю —

Любишь или нет,

Это лучше, чем, признавшись,

Слышать «нет» в ответ,

А я боюсь услышать «нет».

<...>

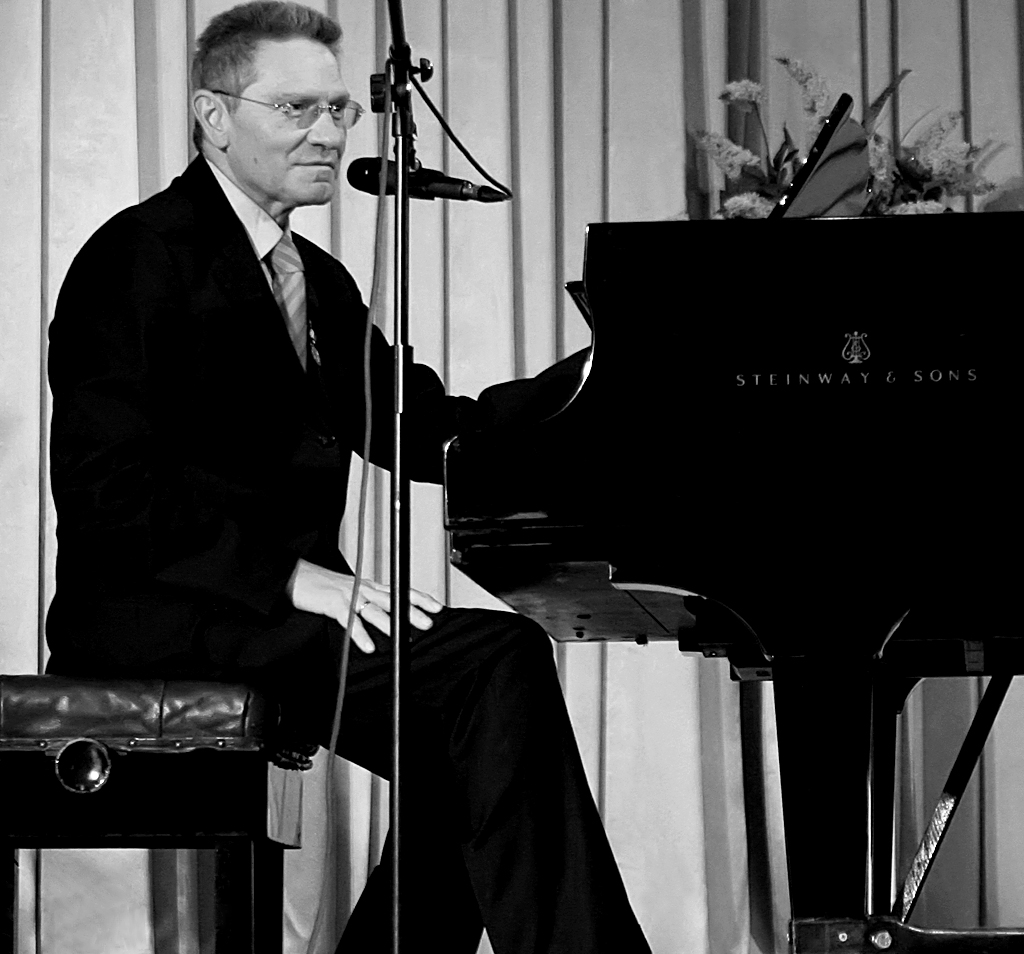
Давид Тухманов. 2007

В документальном фильме 2009 года «Валерий Ободзинский. Неизвестная исповедь» композитор Давид Тухманов вспоминал о появлении песни:
У меня такая возникла мелодия. Скорее всего, я хотел её услышать в его [Валерия Ободзинского] исполнении. Слов ещё не было, текста не было, и поэт Онегин Гаджикасимов написал слова уже после того, как была готова мелодия. И первый, к кому я обратился, был Валерий Ободзинский. Я не долго думал и не искал исполнителя для этой песни (недоступная ссылка).
Примерно то же Тухманов повторил год спустя, в документальном фильме 2010 года «Храм для Онегина. После славы»:
У меня появилась мелодия. Мелодия, которая мне нравилась. И вот на эту мелодию, собственно говоря, и нужно было написать стихи. Я попросил Онегина это сделать. Надо сказать, что он в ту пору, как и мы все, молодые авторы, был одержим идеей создания шлягера (недоступная ссылка).
Название появилось спонтанно:
Почему «Восточная»? Тогда не за что было зацепиться, и поэтому я предложил назвать её «Восточная песня». Онегин немножко опешил, не сразу понял, но быстро согласился. Так оно и осталось. Как видите, это название прижилось (недоступная ссылка).
Ободзинский, уже певший песни на слова Гаджикасимова, по свидетельству Тухманова, и для автора слов был разумеющимся вариантом:
Нужно было эту песню записать с кем-то из певцов. Возникла фигура Ободзинского — певца начинающего. Нам он всем очень нравился, у него был очень красивый голос, как бы нестандартный (недоступная ссылка).
Ободзинский, по собственному свидетельству, сначала не хотел исполнять «Восточную песню», но, согласившись, хотел, как минимум, петь её «по-взрослому»:
А песня, в общем-то, для меня была неинтересная, и я её писал без удовольствия. Был такой момент, когда я на записи с Тухмановым и Гаджикасимовым отказывался от этой песни: ну вот не лежала у меня душа к ней. <…> Я её хотел петь как выдающийся певец, как Том Джонс, а мне тогда было лет ещё мало, я был ещё мальчишкой, и вот мне хотелось её спеть как… ну, такому, уже маститому певцу. А они всё требовали, чтобы я её спел как мальчик, который ещё не целовал девочку. Я возмущался страшно — как я буду петь эту песню первый раз, будто я никого не целовал?! Ну и, в общем, они меня убедили-уговорили. И я вот так именно записал.
В 1968 году песня была записана для Всесоюзного радио и прошла в передаче «С добрым утром!». В 1993 году в телепередаче «У Ксюши» Ободзинский так вспоминал об этом:
«Восточная песня» внезапно сделала меня просто популярным певцом. Вот утром я спел эту песню, в передаче «С добрым утром», а вечером я, сам того не ведая и не чувствуя, не знал, что будет бешеный ажиотаж на моих концертах. То есть страшное что творилось.
Запись, сделанную для радио, Ободзинский предложил фирме грамзаписи «Мелодия», и в течение одного неполного года, с июля 1969 года по начало 1970 года, песня вышла на шести пластинках.

## «После буквыл…»
«Восточная песня», прозвучавшая в радиопередаче «С добрым утром!», не проходила привычный для всех советских песен худсовет, поскольку у этой программы в конце 1960-х годов не было худсовета.
Позже, в 1970 году, песня была рассмотрена худсоветом фирмы «Мелодия». Песня худсовету в целом понравилась, но некоторые члены худсовета усмотрели в словах «В каждой строчке только точки/ После буквы л./ Ты поймёшь, конечно, всё,/ Что я сказать хотел./ Сказать хотел, но не сумел» намёк либо на Ленина, чьё столетие именно в это время готовилась отмечать страна, либо на Брежнева, тогдашнего главу государства, которого звали Леонид Ильич. В итоге песня не прошла худсовет, была запрещена для записи на пластинку и впоследствии была запрещена на телевидении и радио (недоступная ссылка).
По свидетельству первой жены Ободзинского, Нелли, песня была записана для телевидения, но в советское время на телевидение так и  не попала:
«Восточную песню» записали на телевидении в очередном «Огоньке». Но перед эфиром всю программу отсматривал Лапин лично. Когда дело дошло до Ободзинского, он придрался к стихам: «В каждой строчке только точки после буквы „л“…» Казалось бы — безобидно! Но ему пришло в голову задать вопрос: «А кого это имеет в виду Ободзинский? У нас в стране только одно слово начинается на букву „Л“, и это — Ленин! Что за намёки?» И песню тут же вырезали. Только благодаря радио она обрела невероятную популярность в СССР.
В 1973 году был снят запрет на грамзапись «Восточной песни», и она появилась в перезаписи первого диска-гиганта Ободзинского. Позже сильному испытанию подверглась уже вся песенная карьера Ободзинского — не в последнюю очередь потому, что председатель Гостелерадио СССР Сергей Лапин, проводя последовательную антисемитскую политику, считал Ободзинского из-за его одесского происхождения евреем (недоступная ссылка).

## Критика
Один из самых последовательных и жёстких критиков советской эстрады Сергей Жариков отдавал должное «Восточной песне» и следующему совместному шлягеру Тухманова и Ободзинского — песне «Эти глаза напротив»:
Случилось так, что одна-единственная «Восточная песня» за каких-то полторы минуты сделала знаменитым не только исполнителя, но и её композитора — Давида Фёдоровича Тухманова. Человеку иного поколения, Ободзинскому претила тухмановская «молодёжность», однако композитор настоял тогда на своём, и, как оказалось, игра стоила свеч. И этот сплав утончённой, но, казалось бы, устаревшей манеры певца с элементами бита, который гениальный Тухманов постоянно инкрустировал в вялую советскую песню, в начале 70-х по-настоящему воплотился в бессмертном ностальгическом шедевре Татьяны Сашко «Эти глаза напротив» (недоступная ссылка).

## «Второе рождение»

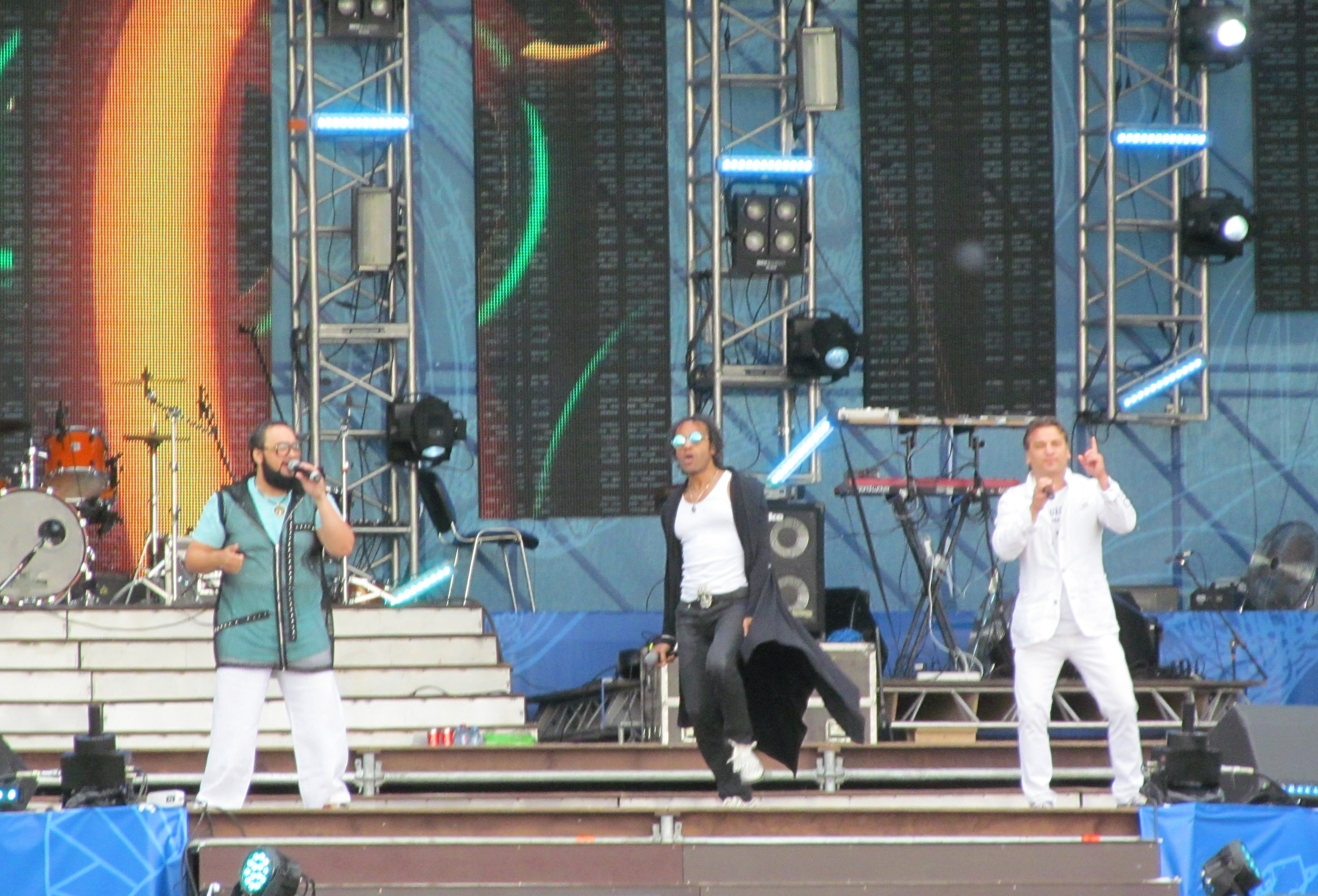
Бывшие участники группы «Премьер-министр» Жан Григорьев-Милимеров, Питер Джейсон и Марат Чанышев (слева направо) в составе эрзац-группы «ПМ» (инициальная аббревиатура словосочетания премьер-министр). 2017

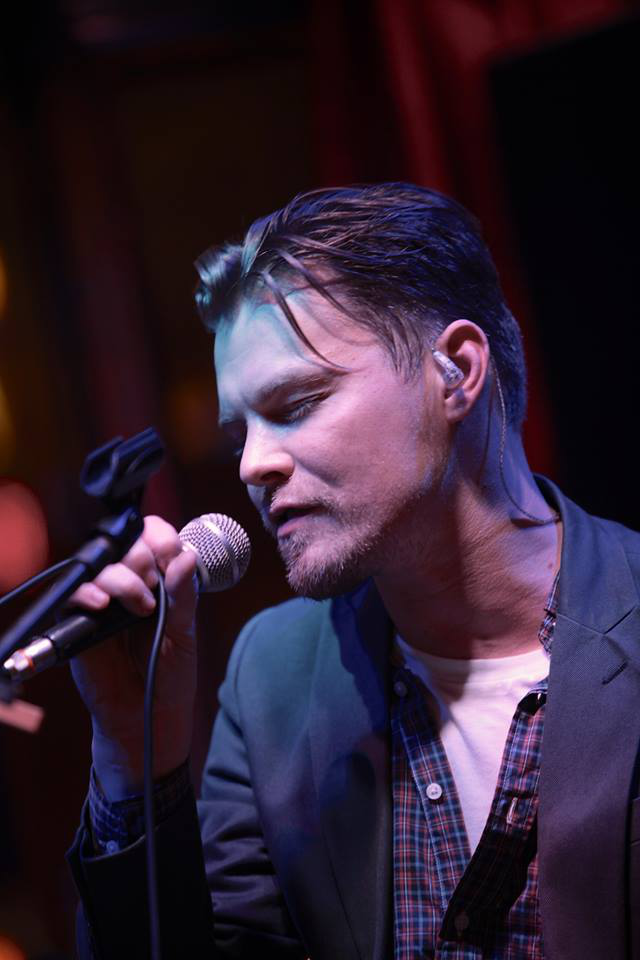
Дмитрий Ланской, участник в 1997—2001 годах первого состава группы «Премьер-министр» и один из исполнителей кавер-версии «Восточной песни» 2001 года. Почти сразу после этого ушёл из группы и был заменён Маратом Чанышевым. Фотография 2015 года

В 2001 году, через четыре года после смерти Валерия Ободзинского, «Восточная песня» была записана группой «Премьер-министр» в новой аранжировке основного композитора группы Кима Брейтбурга, существенно отличающейся от аранжировки Ободзинского и ещё более «мягкой» интерпретации Вадима Мулермана (недоступная ссылка). Предшественником нового прочтения песни «Премьер-министром» в некотором роде была запись начала 1990-х годов группы «Комиссар», но она отличалась излишней, не свойственной песне, агрессивностью и не получила сколь-нибудь широкой известности.
Ким Брейтбург рассказывал, что при подготовке какого-то очередного юбилея Давида Тухманова он с продюсером группы «Премьер-министр» Евгением Фридляндом приехали домой к Тухманову, чтобы вместе с ним выбрать песню для вновь созданной группы. Тухманов предложил несколько песен, но Брейтбург спросил о «Восточной песне» — взял ли уже её кто-нибудь? Тухманов ответил, что её никто не взял, но песня эта странная, у неё даже нет припева. Брейтбург настоял на «Восточной песне» и руководствовался при этом в первую очередь своим ностальгическим воспоминанием о том, что это была первая песня, исполненная им как вокалистом только что созданной школьной группы «Диалог» на школьном вечере в 1969 году. Сразу после записи песни группой «Премьер-министр» её взяли в эфир все основные российские радиостанции.
В том же 2001 году группа «Премьер-министр» приняла участие с «Восточной песней» в финале фестиваля «Песня года», и Давид Тухманов как один из авторов песни получил диплом фестиваля. Ещё живой в то время автор слов Онегин Гаджикасимов на фестивале отсутствовал, поскольку полностью прекратил мирскую деятельность и задолго до этого был пострижен в монашество с именем Симон в Оптиной пустыни.
Успех новой аранжировки «Восточной песни» был столь значительным, что в следующем, 2002 году группа «Премьер-министр» записала альбом с названием-аллюзией к песне — «Поход на Восток», сама песня заняла в альбоме одно из центральных мест.
Новая аранжировка «Восточной песни» стала доминирующей для последующих исполнителей, а «минусовка» перешла в караоке.
После скандального ухода первого состава из группы «Премьер-министр» в 2005 году песню начал исполнять следующий состав.

## Пародия «О. С. П.-студии»
Пьёшь ли ацетон,

Нюхаешь ли клей —

Всё равно забыть не можешь

О любви своей.

Слушал я попсу,

Децела, Алсу,

Петь не мог, но мучил связки —

О, всё напрасно!

Песню написал

На заборе я —

Дать за эту песню могут

Девятнадцать лет.

<...>

Странно и смешно

Наш устроен мозг:

В нём четырнадцать извилин

В девятнадцать лет.

Две из них — за секс,

Восемь — за любовь,

В двух хранится код подъезда,

Две — зачем? — не знаю.

<...>
После появления интерпретации песни в исполнении группы «Премьер-министр» самый известный в то время юмористический телевизионный проект «О.С.П.-студия» в 2002 году сделал пародию на новое исполнение песни под названием «Группа „Премьер-министр Касьянов“. „Любовная половозрелая“. Альбом „Каляки-маляки“». В пародии недвусмысленно подчёркнут инфантилизм и не самый выдающийся вокал исполнителей.
В записи клипа с пародией, в соответствии с количественным составом группы «Премьер-министр», приняли участие четыре актёра — Михаил Шац, Павел Кабанов, Григорий Малыгин и чернокожий статист, имитирующий Питера Джейсона из настоящей группы. Образ, воплощённый Михаилом Шацем, был наиболее близок к цыгану Жану Григорьеву-Милимерову из «Премьер-министра». Григорий Малыгин воплощал условный «сладкий» образ Дмитрия Ланского, а Павел Кабанов совсем отдалённо походил на молдаванина Вячеслава Бодолику.
В пародии дважды обыграна одна из самых известных строф песни «В каждой строчке только точки/ После буквы л./ Ты поймёшь, конечно,/ Всё, что я сказать хотел./ Сказать хотел,/ Но не сумел»:
В каждой строчке только точки

После буквы ха,

Так и так вертел я рифму

На конце стиха,

Я так вертел,

Но не сумел.
В каждой строчке только точки

Перед буквой ять.

Ты поймёшь, конечно,

Всё, что я хотел сказать.

Я так хотел,

Но не сумел.
Так же, как и группа в клипе и концертных выступлениях, пародисты сидели на стульях. Стулья играли важную роль в пародийном клипе: на них качались, с них и с ними падали, сидели на них верхом и пр. В одном из эпизодов пародии четверо участников пересаживались со стула на стул, явно отсылая зрителей к крыловской басне «Квартет» («А вы, друзья, как ни садитесь,/ Всё в музыканты не годитесь»).

## Исполнители
- Валерий Ободзинский — первый исполнитель[12].
- Вадим Мулерман[6][неавторитетный источник] (недоступная ссылка).
- Группа «Весёлые ребята»[13].
- Группа «Комиссар»[7][неавторитетный источник] (недоступная ссылка).
- Группа «Премьер-министр»[9][14].
- 24 сентября 2002 года на концерте «Звезда Валерия Ободзинского», посвящённом его 60-летию, песню впервые публично исполнил один из авторов — Давид Тухманов[15][неавторитетный источник] (недоступная ссылка).
- Владимир Асимов.
- Дмитрий Колдун и Наталья Рудова. Выступление состоялось на телешоу «Две звезды» в 2008 году[16].
- Сборная группа под условным названием «Сливки общества»: Игорь Николаев, Лайма Вайкуле, Леонид Агутин, Валерия, Валерий Меладзе. Выступление состоялось на творческом вечере Давида Тухманова в рамках конкурса «Новая волна» в 2010 году[17].
- Сосо Павлиашвили. Исполнил песню в телепрограмме «Достояние республики» 6 октября 2013 года.
- Игорь Наджиев. Финал концерта в Московском Государственном театре эстрады, посвящённый 70-летию Валерия Ободзинского (29 февраля 2012)[18], финал концерта «Эти глаза напротив», посвящённый Валерию Ободзинскому, в Зале церковных соборов Храма Христа Спасителя (24 марта 2018)[19].